# 郭強生
郭強生（1964年4月15日—），台灣英美文學學者、文學評論家、作家。師大附中、國立臺灣大學外國語文學系畢業，美國紐約大學戲劇碩士、博士。曾任國立東華大學人文社會科學院創作與英美語文學系教授，現為國立臺北教育大學語文與創作學系教授，並主持IC之音「文學居酒屋」。

## 簡介
郭強生國中時期接觸張愛玲、白先勇的作品，就讀師大附中時期即已開始嘗試創作小說，大學時期熱衷戲劇並參與演出，1985年〈赤子〉獲全國學生文學獎佳作。1990年劇本《非關男女》獲時報文學獎戲劇首獎，1991年《給我一顆星星》獲文建會劇本創作首獎。從美國留學歸國後，有感於台灣劇場普遍不夠重視文本，缺乏文學性質，於2003年成立劇團「有戲製作館」並擔任負責人，成立宗旨為劇場精緻化、提升劇場文學性、擴展城市文化面。第一部自編自導的舞台劇《慾可慾 非常慾》劇本出版後，由蔡詩萍、六月、張孝全等於台北新舞台演出，相當成功。郝譽翔認為郭強生有過扎實的學院訓練及注重象徵、結構，讓《慾》「具有國內劇場少見的簡潔」。長篇小說《惑鄉之人》獲得第37屆金鼎獎。《何不認真來悲傷》獲得第40屆金鼎獎文學圖書獎。2021年以中篇小說《尋琴者》榮獲第八屆聯合報文學大獎。
2024年，獲邀赴法國參加《尋琴者》法文版簽書會。

## 著作

### 短篇小說
- 《作伴：從附中到臺大的故事》（三三書坊，1987/初版；皇冠，1992/再版；麥田，2018/復刻版）
- 《傷心時不要跳舞》（希代，1988）
- 《掏出你的手帕》（希代，1988）
- 《點唱機情事》（皇冠，1991）
- 《嬰兒炸彈》（太雅，1991）
- 《留情末世紀》（皇冠，1996）
- 《情人上菜》（皇冠，1997）
- 《夜行之子》（聯合文學，2010/初版；麥田，2021/再版）
- 《甜蜜與卑微：40年的守候，換得一個回眸》（木馬文化，2020/初版；2021/再版）

### 中篇小說
- 《尋琴者》（木馬文化，2020）

### 長篇小說
- 《惑鄉之人》（聯合文學，2012；2021）
- 《斷代》（麥田，2015；民主與建設出版社，2018）

### 散文
- 《真情剎那》（皇冠，1992）
- 《男人的眼睛》（皇冠，1994）
- 《紐約沒有情人》（皇冠，1995）
- 《月份玩伴》（遠流，1997）
- 《希望你可以這樣愛我》（元尊文化，1997）
- 《我們美麗潦倒著活著》（元尊文化，1997）
- 《書生》（爾雅，2003）
- 《2003／郭強生》（爾雅，2003）
- 《就是捨不得》（九歌，2006）
- 《我是我自己的新郎》（聯合文學，2011）
- 《何不認真來悲傷》（天下文化，2015/初版；2019/再版）
- 《我將前往的遠方》（天下文化，2017/初版；2018/再版）
- 《來不及美好》（天下文化，2018）
- 《作家命》（聯合文學，2021）

### 戲劇
- 《非關男女》（皇冠，1992）
- 《給我一顆星星》（文建會，1992）
- 《KTV不打烊》（文建會，1994）
- 《在美國》（九歌，2003）
- 《慾可慾，非常慾》（九歌，2003）
- 《慾望街車》（九歌，2006）

### 論述
- 《文化在咖啡和報紙間》（正中，1993）
- 《閱讀文化流行閱讀》（九歌，1999）
- 《在文學徬徨的年代》（立緒，2002/初版；2011/再版）
- 《文學公民》（三民，2005）
- 《Ghost nation: rethinking American gothic after 9/11》（立緒，2007）
- 《如果文學很簡單，我們也不用這麼辛苦》（聯合文學，2014）

### 合著
- 《十字路口：台灣散文2015》（人間 ，2016）
- 《最後一堂創作課：李永平、曾珍珍紀念文集》（逗點文創結社 ，2018）

### 編選文集
- 《親親我愛》（業強 ，1990）
- 《臺灣現代文學教程‧戲劇讀本》（二魚文化 ，2003）
- 《偷窺──東華創作所文集 I》（九歌 ，2006）
- 《風流──東華創作所文集II》（九歌 ，2006）
- 《作家與海》（立緒 ，2011）
- 《99年小說選》（九歌 ，2011）

### 樂譜
- 《給我愛情給我歌：百老匯音樂劇發燒書》（遠流，1996）

### 譯作
- 嚴歌苓《赴宴者》（三民，2008）

## 外部連結
- 郭強生的夜行部落 （页面存档备份，存于）（udn部落格）
- 國立東華大學英美語文學系－郭強生教授
- 國立東華大學英美系所－郭強生教授 （页面存档备份，存于）